# هودر

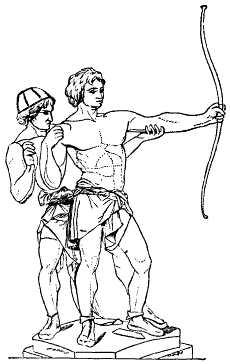
لوكي يخدع هودر ليصوب على بالدر

هودر (باللغة النرويجية القديمة): Höðr، وبالإنكليزية: هود، هودير، أو هودور. وهو الإله الأعمى، وأخو بالدر في الأساطير الإسكندنافية. تم خداعه والتلاعب به من قبل لوكي، فقام برمي سهم من نبات الدبق على أخيه بالدر فقتله.
وفقا لقصائد إيدا الشعرية ومثيلتها النثرية، قامت والدة بالدر الإلهة فريغ بفعل كل شيء لكي يقسم الجميع على عدم إيذاء ابنها، ماعدا نبات الدبق الطفيلية، حيث وجدته غير مهم لجعله يقسم هذا القسم الهام. وقامت الآلهة بتسلية نفسها من خلال تجريب الأسلحة على جسد بالدر كونها لاتؤذيه، بالمقابل وجد لوكي، الإله المخادع، نقطة ضغف بالدر، فصنع رمحا (في بعض المصادر سهما) من نبات الدبق الطفيلي، وساعد هود ليرميه بها. ونتيجة لهذا، قام أودين بإنجاب طفل من العملاقة ريندر، وأسماه فالي، الذي كبر وانتقم لمقتل أخيه بقتل هودر.

## الشهادات

### قصائد إيدا النثرية
في قصيدة غيلفاغينينغالنثرية والتي كتبها سنوري ستورلسون في القرن الثالث عشر. تم ذكر هودر في عدة مواضع:
| أحد الإيسر يدعى هودر. كان أعمى. وكان لديه مايكفي من القوة. ولكن لا رغبه للآلهة لكي ترفع اسمه بينها. لأفعاله التي ستُذكر بين الرجال والآلهة لفترة طويلة.- ترجمة بولدور | Höðr heitir einn ássinn, hann er blindr. Œrit er hann styrkr, en vilja mundu goðin at þenna ás þyrfti eigi at nefna, þvíat hans handaverk munu lengi vera höfð at minnum með goðum ok mönnum.- نسخة إيستين بيورنسون |  |

ولم يُذكر هودر بعد ذلك حتى مقدمة تصف فيها وفاة بالدر. كل شيء عدا نبات الدبق (المتوقع أن يكون غير مؤذي) قد أقسم على عدم إيذاء بالدر. لذلك قامت الآلهو برمي الأسلحة عليه:
| أخذ لوكي نبات الديق واقتلعه وذهب به إلى ثينج. وقف هود خارج دائرة الرجال، لأنه كان أعمى. ثم حدثه لوكي "لماذا لا تصوب على بالدر؟" أجاب "لأنني لا أرى بالدر، وكذلك لأنني غير مسلح" عندها قال لوكي: "لتحل مسألة الرجال، وتشرف ببالدر كما يفعل الآخرين. سأدلك مباشرة على مكانه، وارميه بهذا الرمح" ثم أمسك هودر نبات الدبق، ورمى بالدر، يقوده لوكي: انطلق السلاح، وسقط بالدر ميتا على الأرض؛ وكان هذا أسوأ شيء حصل بين الرجال والآلهة.- ترجمة بولدور | En Loki tók mistiltein ok sleit upp ok gekk til þings. En Höðr stóð útarliga í mannhringinum, þvíat hann var blindr. Þá mælti Loki við hann: "Hví skýtr þú ekki at Baldri?" Hann svarar: "Þvíat ek sé eigi hvar Baldr er, ok þat annat at ek em vápnlauss." Þá mælti Loki: "Gerðu þó í líking annarra manna ok veit Baldri sœmð sem aðrir menn. Ek mun vísa þér til hvar hann stendr. Skjót at honum vendi þessum." Höðr tók mistiltein ok skaut at Baldri at tilvísun Loka. Flaug skotit í gögnum hann ok fell hann dauðr til jarðar. Ok hefir þat mest óhapp verit unnit með goðum ok mönnum.- نسخة إيستين بيورنسون |  |

لاحقا لم تذكر غيلفاغينينغ، ماحدث لهودر بعد ذلك، ولكنها بالأخص ذكرت بأن بالدؤ لن يستطيع الانتقام بالوقت الحالي:
| عندها وعند سقوط بالدر، ساد الصمت على الآلهة، ونزلت أيديهما على جانبهما، ونظروا إلى بعضهم البعض، وكلهم يفكرون من الذي سيرد على هذا الفعل، ولكن لن ينتقم أحد، كان الفزع يخيم على الجميع. - ترجمة بولدور | Þá er Baldr var fallinn, þá fellusk öllum ásum orðtök ok svá hendr at taka til hans, ok sá hverr til annars ok váru allir með einum hug til þess er unnit hafði verkit. En engi mátti hefna, þar var svá mikill griðastaðr. - نسخة إيستين بيورنسون |  |

على مابدو فإن القصيدة تصف لاحقا طريق بالدر نحو هيل، حيث بطريقة أو أخرى كان آخر ذكر لبالدر حتى انتهاء معركة راغناروك:
| بعدها على بالد أن يعود، وكذلك هود من هيل، وبعدها سيجلس الجميع معاويتبادلون أطراف الحديث، وسيتبادلان الحكمة السرية، وسيتحدثون عما حدث من قبل: عن ثعبان ميدغارد والذئب فينرير. - ترجمة بولدور | Því næst koma þar Baldr ok Höðr frá Heljar, setjask þá allir samt ok talask við ok minnask á rúnar sínar ok rœða of tíðindi þau er fyrrum höfðu verit, of Miðgarðsorm ok um Fenrisúlf. - نسخة إيستين بيورنسون |  |

وعلى مايبدو فإن معرفة سنوري هذه كلها مأخوذة من فولوسبا
أما في سكالدسكابارمال فقد ذكرت عدة مقاطع هودر:
| كيف يمكن لأحد أن يسمي هودر؟ هكذا: بتسميته الإله الأعمى، قاتل بالدر، رامي الدبق، ابن أودين، صاحب هيل، عدو فالي. - ترجمة بولدور | Hvernig skal kenna Höð? Svá, at kalla hann blinda ás, Baldrs bana, skjótanda Mistilteins, son Óðins, Heljar sinna, Vála dólg. - نسخة غودني جونسون |  |

ولكن هذه الأبيات ليست الوحيدة التي تحدثت عن هودر، فهناك أيضا هذه الأبيات التي تصف فالي:
| كيف يمكن لأحد أن يصف فالي؟ هكذا: من خلال تسميته ابن أودين وريندر، ابن زوج فريغ، أخو الإيسر، المنتقم لبالدر، عدو وقاتل هودر، ساكن منازل الآباء. - ترجمة بولدور | Hvernig skal kenna Vála? Svá, at kalla hann son Óðins ok Rindar, stjúpson Friggjar, bróður ásanna, hefniás Baldrs, dólg Haðar ok bana hans, byggvanda föðurtófta. - نسخة غودني جونسون |  |

على مايبدو من هذه الأبيات فإن سنوري مقتنع تماما بأن فالي هو قاتل هودر، مع أنه لم يذكر ذلك في القصيدة النثرية غيلفاغينينغ. وبمصادر غير مؤكدة فإن بعض الباحثين يرون بأن سنوري وجد أن هودر مذنبا في هذه الأبيات.

### قصائد إيدا الشعرية
تم ذكر بالدر في أكثر من موضع في قصائد إيدا الشعرية، ودائما مرتبط مع وفاة بالدر، ومنها ماجاء في فولوسبا:
| رأيت بالدر الإله المدمّى ابن أوثين، حيث عُيّن قدره: شهير وشريف في حقول النبل يكبر قويا عصا الدبق من الفرع الذي بدا ضعيف وهزيل جاء الرمح المضر الذي سيلقيه هوث؛ ولكن أخو بالدر الذي ولد منذ زمن وفي ليلة قديمة سيقتل ابن أوثين لن تُغسل يديه لن يُمشط شعره حتى يثقب الشاحب المحدق عدو بالدر ولكن في فينسالير هل ستبكي فريغ من أجل فالهالا هل تريد معرفة المزيد؟ -ترجمة بيلو | Ek sá Baldri, blóðgom tívur, Óðins barni, ørlög fólgin: stóð um vaxinn völlum hærri mjór ok mjök fagr mistilteinn. Varð af þeim meiði, er mær sýndisk, harmflaug hættlig: Höðr nam skjóta. Baldrs bróðir var of borinn snemma, sá nam, Óðins sonr, einnættr vega. Þó hann æva hendr né höfuð kembði, áðr á bál um bar Baldrs andskota. En Frigg um grét í Fensölum vá Valhallar - vituð ér enn, eða hvat? - نسخة إيستين بيورنسون | رأيت بالدر الضحية المدمّاة ابن أودين حيث خُفي قدره فهناك وقفت كاملة بالنمو أطول من كل السهول نحيلة وضعيفة الهذال تشكلت من ذلك الجذع ذو الشكل المرهف رمح الحزن، المحفوف بالمخاطر بدأ هودر بالتصويب أخو بالدر الذي ولد سريعا وبدأ، ابن أودين يقتل، بليلة قديمة لم يغسل يديه لم يُمشّط شعره حتى يُدفن في المحرقة نهاية بالدر في حين بكت فريغ في قاعات فين من أجل فالهالا هل تسعى لمعرفة المزيد؟ وماذا؟ - ترجمة أورسولا درونكين |  |

يبدو أن ماذكر أعلاه مناسب تماما لما جاء في إيد النثرية ولكن يتم التأكيد على دور شقيق بالدر المنتقم.
وذكر كلا من بالدر وهودر مرة أخرى في فولوسبا بعد انتهاء معركة راغناروك.
| غير مرئية ستنمو الحقول مجددا سينتهي كل الشر يجب أن يأتي بالدر؛ بالدر وهودر الإلهين السماويين سيعيدان مجد هوربت هل فهمت بعد بعد؟ أم ماذا؟ ترجمة ثورب | Munu ósánir akrar vaxa, böls mun alls batna, Baldr mun koma. Búa þeir Höðr ok Baldr Hropts sigtóptir vel, valtívar - vituð ér enn, eða hvat? - نسخة إيستين بيورنسون |  |

بينما ذكرت فافثرونيسمال بأن الآلهة التي ستعود بعد راغناروك هي فيدار، فالي، مودي وماغني بدون أي ذكر لهودر أو بالدر.
ذكرت أسطورة موت بالدر أيضا في القصيدة الشعرية بالدر دراومر:
| قال أودين "لا تصمتي يا فالا لأنني سأستجوبك حتى أعرف كل شيء سأعرف بعد من قاتل بالدر سيكون وابن أودين من ثكل الحياة" فالا هودر هنا سيرسل مجد أخيه ولبالدر سيكون القاتل وابن أودين من ثكل الحياة" قال أودين "لا تصمتي فالا! لأنني سأستجوبك حتى أعرف كل شيء من ينتقم من هودر سيكون لقاتل بالدر من سيكون؟" فالا ستولد ريند ابنا في القاعات الغربية هو من سيقتل ابن أودين لن يغسل يديه ولن يمشط شعره حتى يذبح ابن أودين عدو بالدر مكرها تحدثت والآن سأصمت" - ترجمة ثورب | Óðinn kvað: "Þegj-at-tu, völva, þik vil ek fregna, unz alkunna, vil ek enn vita: Hverr mun Baldri at bana verða ok Óðins son aldri ræna?" Völva kvað: "Höðr berr hávan hróðrbaðm þinig, hann mun Baldri at bana verða ok Óðins son aldri ræna; nauðug sagðak, nú mun ek þegja." Óðinn kvað: "Þegj-at-tu, völva, þik vil ek fregna, unz alkunna, vil ek enn vita: Hverr mun heift Heði hefnt of vinna eða Baldrs bana á bál vega?" Völva kvað: Rindr berr Vála í vestrsölum, sá mun Óðins sonr einnættr vega: hönd of þvær né höfuð kembir, áðr á bál of berr Baldrs andskota; nauðug sagðak, nú mun ek þegja." - نسخة غودني يونسون |  |

### القصائد الشعرية القديمة
ذُكر اسم هودر مرات عديدة في عدة أبيات في القصائد الشعرية القديمة من بينها هودر برينيو (هودر من برينيو) وهو محارب وكذلك هودر فيغا (هودر المعركة). بعض الباحثين وجدوا أن مقارنة هودر المذكور في قصائد الشعر مناقضة لما جاء في وصف سنوري عنه كأنه إله أعمى.

### غيستا دونوروم

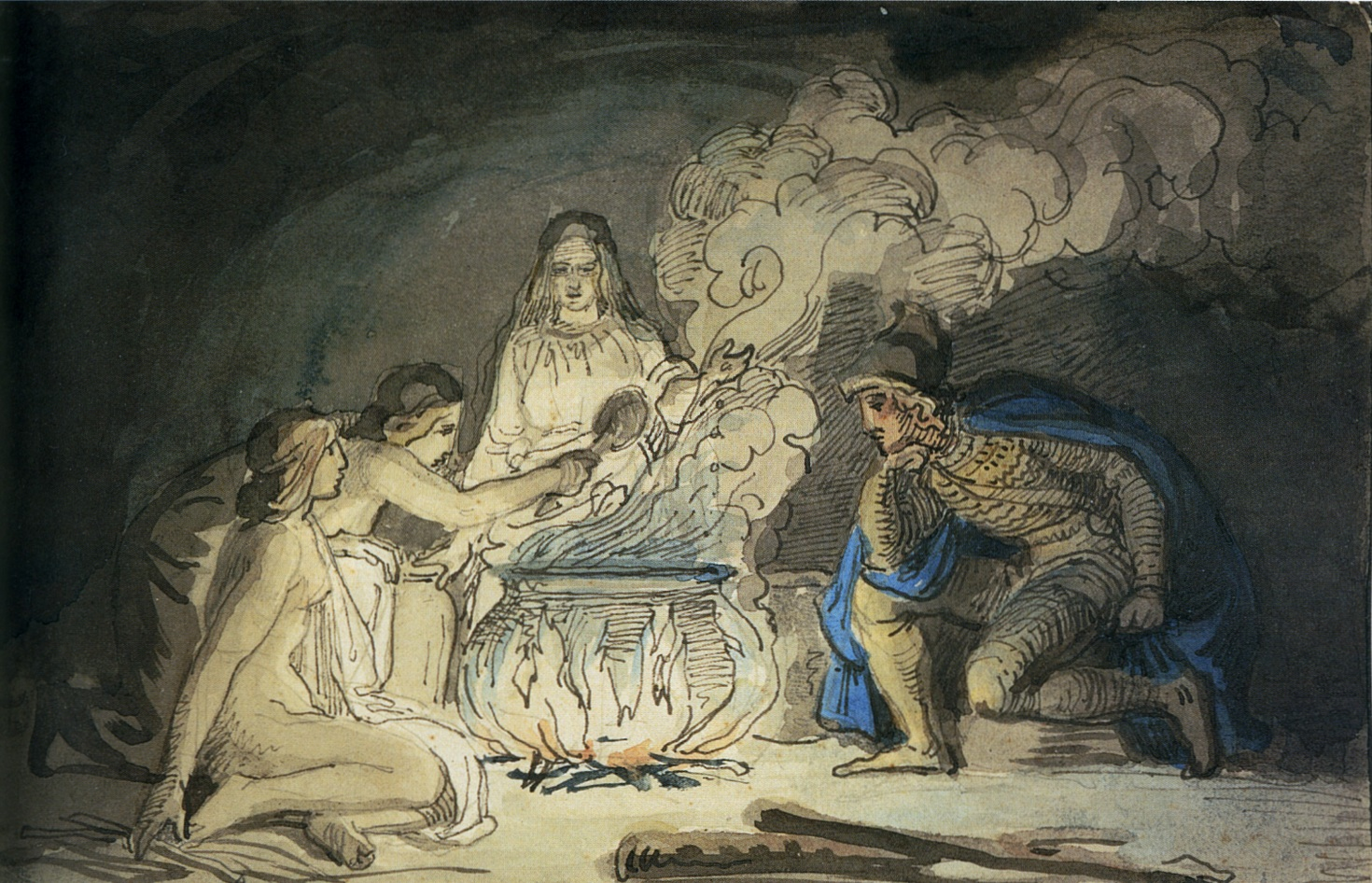
في النسخة الساكسونية للقصة، هوثيروس يلتقي عذراوات الغابة اللواتي حذرنه بأن بلدريروس عبارة عن نصف إله ولا يمكن إيذاءه بالأسلحة الطبيعية

في غيستا دونوروم كان هوثيروس بطل من الدانمارك ومن نسل العائلة الملكية السويدية. كان ماهرا في السباحة، الرماية، القتال والرقص، وقد أحبته نانا ابنة الملك غيفاروس. ولكن وبنفس الوقت فإنها لفتت نظر بالديروس ابن أوثينوس فوقع بحبها، فقرر أن يذبح خصمه هوثيروس.
والتقى هوثيروس بينما كان خارجا للصيد بعذراوات الغابة اللواتي يتحكمن بمصير الحروب، وحذرنه من أن بالديروس قد أُعجب بنانا، ولكن أيضا ليس على هوثيروس مقاتلته في معركة لأنه نصف إله. فذهب هوثيروس وسأل الملك غيفاربوس وطلب يد ابنته نانا، أجاب الملك بأن هذا الأمر يشرفه ولكن بالديروس قام بمثل هذا الطلب أيضا وهو لا يريد أن يحنث وعدا قد أطلقه.
غوفيروس أخبر هوثيروس بأن بأن بالديروس خفي وأنه لا يمكن إيذاؤه بأي سلاح باستئناء سيف محفوظ لدى ساتير الغابات ميمنغوس، كما أن ميمنغوس لديه قلادة تزيد قوة مرتديها. واستطاع هوثيروس أن يلقي القبض على الساتير بعد أن مر بمنطقة باردة بعربة تجرها غزلان الرنة، وأجبره ليعطيه السلاح والقلادة.
عندما سمع ملك الساكسون، غيلديروس، بما يمتلكه هوثيروس من أسلحة سحرية، شن هجوما عليه. أما غوفيروس فقد حذر هوثيروس من هذا وأخبره أين يلتقي غالديروس في معركة استطاع فيها هوثيروس وجنوده أن ينقذوا تعويذاتهم من خلال تشكيل عسكري عُرف باسم تشكيل السلحفاة. وعندها، وبانقاذ أسلحته السحرية، أقسم غيلديروس على السلام مع هوثيروس وانضم إليه. واستطاع هوثيروس لاحقا بالحصول على حليف آخر بمساعدة ملك الهيلجو من هالوجالاند بالحصول على عروس من خلال خطابته البليغة.
في هذه الأثناء، دخل بالديروس إقليم مملكة غوفيروس وطلب تنفيذ عهده، أجاب الملك بأن عليه أن يسأل نانا عن رأيها، فبعث بالديروس إليها برسالة عاطفية يطلب يدها، ولكن نانا أخبرته بأنه وبسبب طبيعتهما المختلفة، كونه نصف إله، فإنهما غير ملائمين لبعضهما البعض وبالتالي فقد رُفض طلبه.
عندما وصلت أخبار بالديروس إلى هوثيروس قام هو وحلفاءه بشن هجوم عليه، في معركة يُقال بأن الآلهة اشتركت مع بالديروس، وبالأخص ثورو الذي شتت الأعداء بهراوته الضخمة، وعندما رأى عوثيروس أنه على وشك أن يخسر المعركة، قام بالهجوم على ثورو واستطاع ابعاد الهراوة من يده، فضعفت قوتهم واضطر بالديروس والآلهة إلى الانسحاب. أما غيلديروس فقد أُصيب إصابة بالغة وتوفي على إثرها فأقام له هوثروس جنازة مهيبة، وفي النهاية تزوج من نانا.
ولكن بالدر لم يُهزم تماما، فعاد إلى المعركة مرة أخرى ولكن انتصاره كان بدون جدوى، وخاصة وأن نانا لم تكن بحوزته. مريضا بالحب، وحوله الأشباح الشبيهة بنانا، فقد بالديروس القدرة على المشي ولكنه كان يسير بعربة وُضعت خصيصا له.
وبعد فترة التقى الطرفان في معركة ثالثة، واضطر مرة أخرى هوثيروس على الانسحاب، وألقى اللوم على الحياة بسبب حظه السيء قرر هوثيروس التقاعد وتجول في الغابات. وفي كهف التقى العذراوات اللواتي التقاهن من قبل في أول سيرته، وأخبرنه بأنه سيستطيع التغلب على بالديروس فقط إن قام بتذوق نوع من الفاكهة والتي كانت مخصصة لبالديروس لكي تزيد قوته.
متحمسا لما سمع، عاد هوثيروس من منفاه والتقى بالديروس على أرض المعركة، وبعد يوم طويل متعب، ذهب هوثيروس ليلا وتجسس على العدو. وجد طعام بالديروس السحري وقام بإلقاء مادة سحرية عليه، حيث أن العذراوات رفضن إعطاءه الطعام ولكنهن أعطوه بالمقابل شرابا سحريا يُضعف سحر الطعام.
عاد هوثيروس إلى مخيمه، والتقى بالديروس وغرز سيفه في جانبه. بعد ثلاثة أيام مات بالديروس متأثرا بجراحه، وبعد عدة سنوات، انتقم باوس، ابن أوثينوس وريندا لوفاة شقيقه بقتل هوثيروس في إحدى المعارك.

### سجلات كرونيكون وأناليس لوندينس التاريخية
هناك أيضا مصدريين تاريخيين أقل حجما من سابقاتهما باللغة الدانمركية اللاتينية، وهما سجلات كرونيكون وأناليص لوندينس التاريخية (واللتان شكلتا مصدرا واحدا لاحقا)، وهما يقدما قصة تاريخية يوهيميرية حول قتل هونير لبالدر.
فتذكر أن هوثير كان ملكا من الساكسون، وابن هوثبورد وزوجته ابنة هادينغ. أولا قام هوثير بذبح بالدر ابن أوثين (وهو على مايبدو اسما آخر لأودين)، وطارد كلا من أوثين وثور، ولكن أخيرا قام ابنا أوثين بقتل هونير. وبالتالي تم اعتبار كلا من أوثين، ثور، بالدر وهوثير على أنهما آلهة.

## نظريات رايدبيرغ
وفقا للمؤرخ وباحث الأساطير والشاعر الرومانسي السويدي فيكتور رايدبيرغ، أخذ أسطورة بالدر وهودر من هودسرابا، وهي قصيدة شعرية كُتبت عام 990م بيد أولفر أوغاسون تكريما للملك الأيسلندي أولافر هوسكولدسون احتفالا بمنزله الجديد، هيادهورد، وقد رُسمت على جدرانه رموزا تدل على الأسطورة الإسكندنافية من بينها أسطورة بالدر وهودر، وقد صور رايدبيرغ هودر على أنه كان مغمضا العينين وقام لوكي بتوجيهه لكي يرمي على بالدر، ووفقا لذلك فإن لوكي كان السبب الرئيسي في موت بالدر، هودر لم يكن شيئا سوى (أداة معمية)، وبالتالي فإن نظرية رايدبيرغ تقول بأن مؤلف غيلفاغينينغ قد أخطأ في وصف الأسطورة والسبب الرئيسي في موت بالدر.

## الثقافة الحديثة
كان هودر أحد الآلهة في المسرحية المضحكة المبكية النيوزلندية جوهانسن العلي، وقد قام بالدور الممثل جارد تورنير